# 福榮街

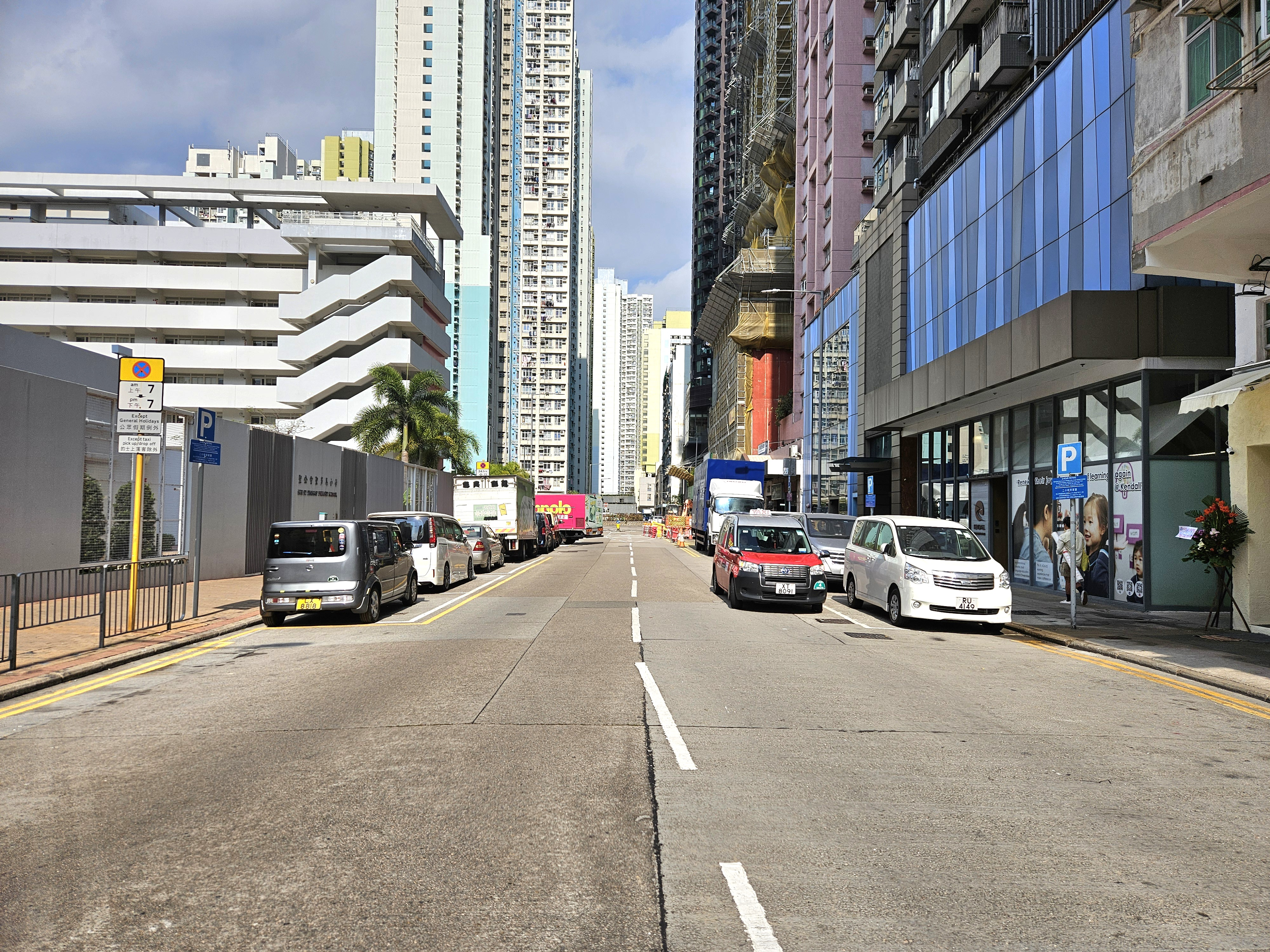
福榮街鄰近中華基督教會協和小學（長沙灣）

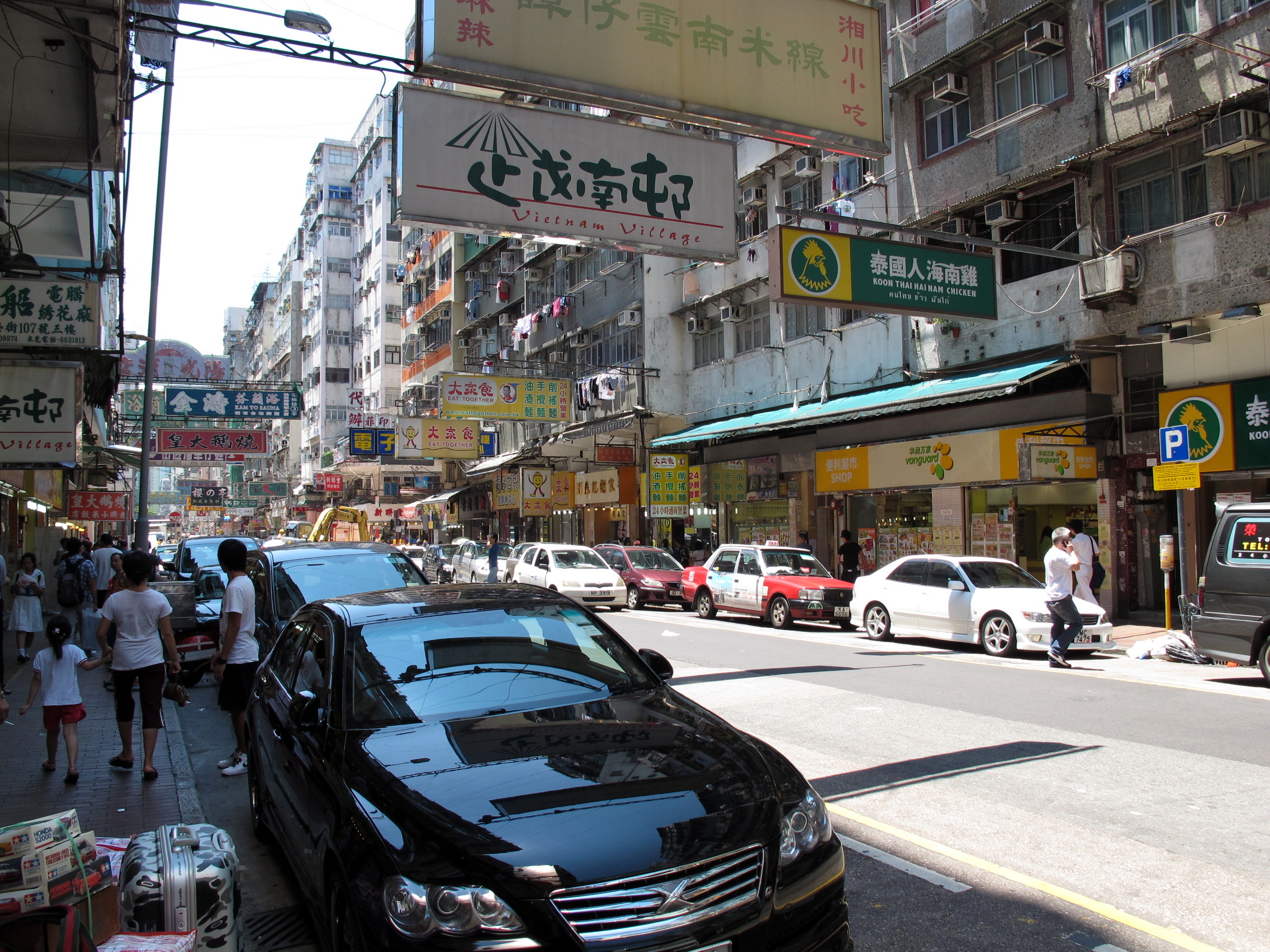
福榮街鄰近桂林街與北河街路段

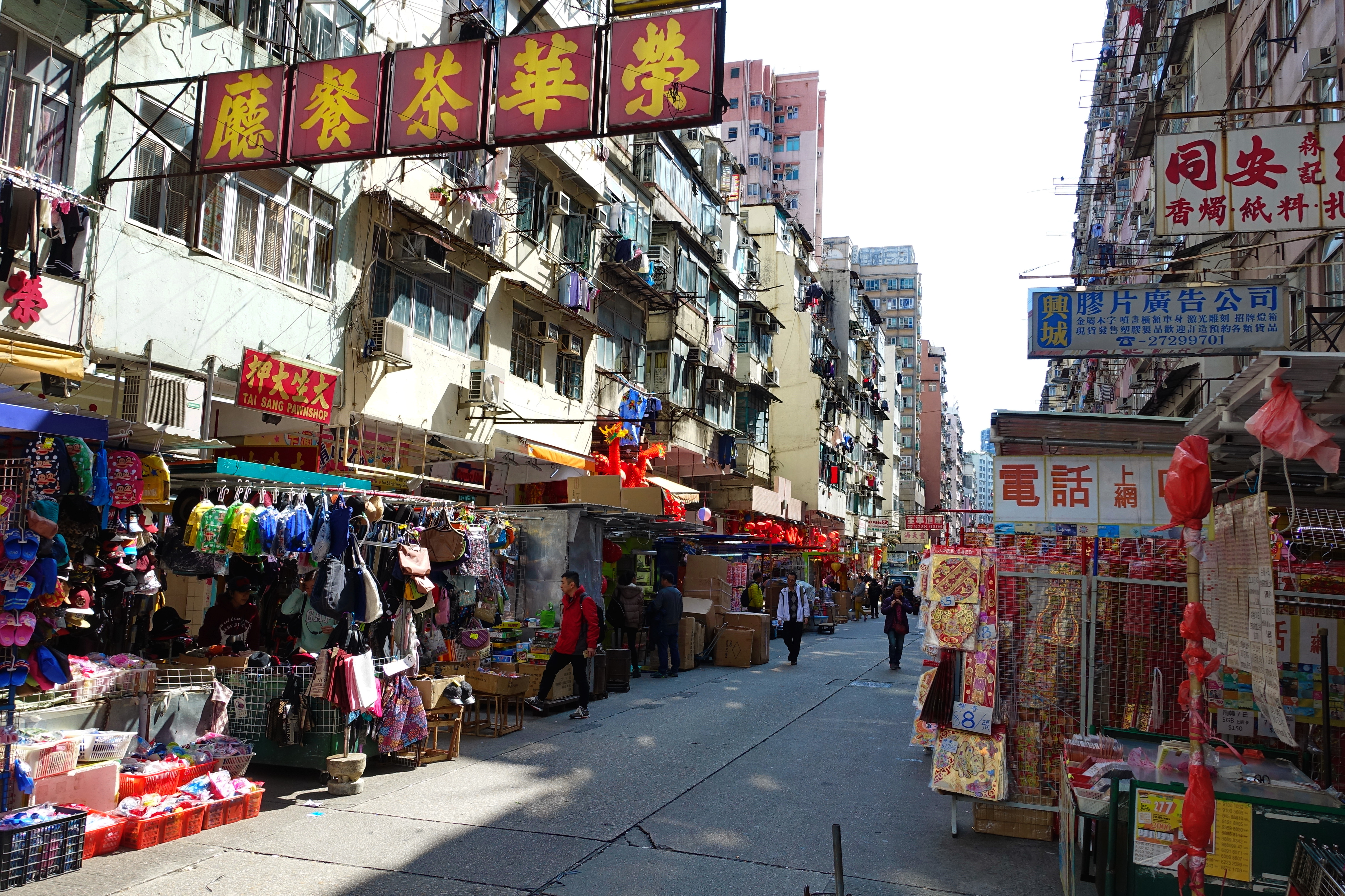
福榮街，近北河街的一段。

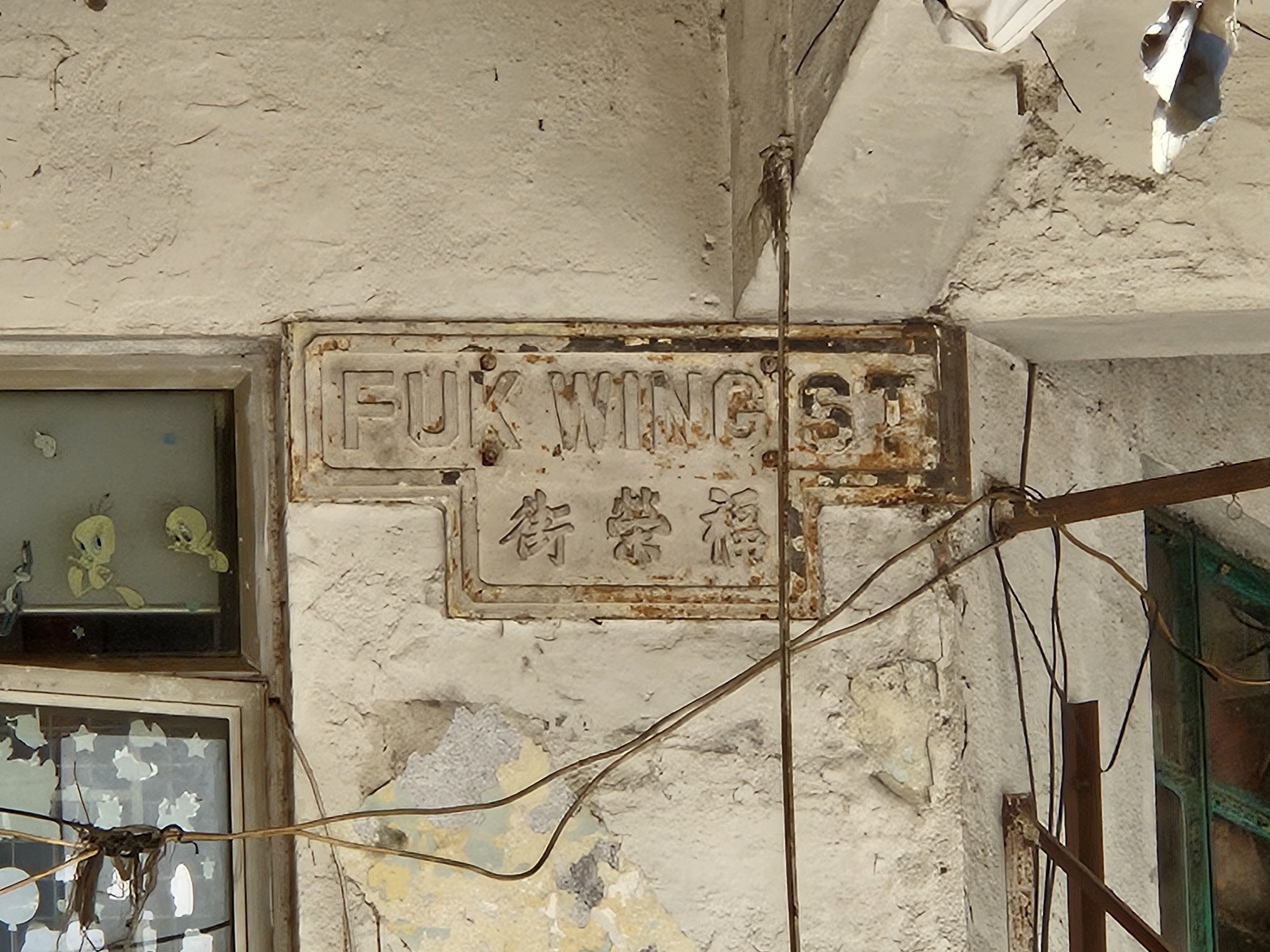
福榮街凹角T型街牌

福榮街（英語：Fuk Wing Street）是香港九龍深水埗區的一條街道，分為兩段：南面的一段由近深水埗大埔道與楓樹街交界起，向西北方延伸，至長沙灣永隆街為止；北面的一段由長沙灣興華街交界起，向西北方向延伸，至長沙灣青山道為止，兩段道路被元州邨分隔。福榮街與鄰近的元州街及福華街大致平行。
福榮街俗稱「玩具街」，因為由於南昌街至北河街一段有大量售賣玩具及精品的專門店，部份兼營批發及零售生意。另一方面，接連的北河街至欽州街一段福榮街亦設有不少知名食肆，如添好運點心專門店、維記咖啡粉麵、周記油渣麵等，每逢假日均有大量人士駕車而來，令此街經常水洩不通。

## 歷史
福榮街原址為田寮村，於1924年被香港政府開發，把這條街道命名為田寮街，後來再更名為現時名稱。

### 市區重建
2013年3月8日，市區重建局宣布重新興建東京街24號至38號及福榮街240號至244號，樓齡均逾50年，佔地達1,270平方米，涉及83個業權，包括67個住宅、14個地舖及2個後巷業權，涉及110戶居民及27戶商業；涉及樓高5至7層的舊式樓宇，當中包括不少劏房。同日，市區重建局開始為業主及住客登記。整個項目發展成本為10億3千萬港元，預計於2020年至2021年落成，提供145個中小型單位。同年7月12日，地政總署刊憲收回福榮街的市區重建發展項目涉及的土地，包括32項私人土地業權。當完成收地及清拆工程後，該幅面積約649平方米的土地將會重建為住宅物業，並且提供零售及附屬設施。
2013年11月22日，發展局宣布按照《市區重建局條例》授權市區重建局進行上述市區重建項目，有關決定亦於同日刊憲。
其後，福榮街186至198號被恆基兆業地產收購發展為曉盈，地盤面積為7,350平方呎、樓面面積為63,034平方呎，合共提供住宅單位110個，預計於2015年第三季竣工。

## 外部連結
维基共享资源上的相關多媒體資源：福榮街